# Orriule
Orriule (en béarnais Aurriula ou Aurriule) est une commune française située dans le département des Pyrénées-Atlantiques, en région Nouvelle-Aquitaine.

## Géographie

### Localisation
La commune d'Orriule se trouve dans le département des Pyrénées-Atlantiques, en région Nouvelle-Aquitaine.
Elle se situe à 62 km par la route de Pau, préfecture du département, à 37 km d'Oloron-Sainte-Marie, sous-préfecture, et à 16 km d'Orthez, bureau centralisateur du canton d'Orthez et Terres des Gaves et du Sel dont dépend la commune depuis 2015 pour les élections départementales.
La commune fait en outre partie du bassin de vie de Sauveterre-de-Béarn.
Les communes les plus proches sont : 
Orion (1,6 km), Laàs (2,8 km), L'Hôpital-d'Orion (3,5 km), Narp (3,9 km), Barraute-Camu (4,0 km), Andrein (4,1 km), Montfort (4,3 km), Burgaronne (4,5 km).
Sur le plan historique et culturel, Orriule fait partie de la province du Béarn, qui fut également un État et qui présente une unité historique et culturelle à laquelle s’oppose une diversité frappante de paysages au relief tourmenté.

### Communes limitrophes
Les communes limitrophes sont  Andrein, Castetbon, Laàs, Narp, Orion et Ozenx-Montestrucq.
|         | Orion   | Ozenx-Montestrucq |
| Andrein | Orriule | Castetbon         |
|         | Laàs    | Narp              |

### Hydrographie

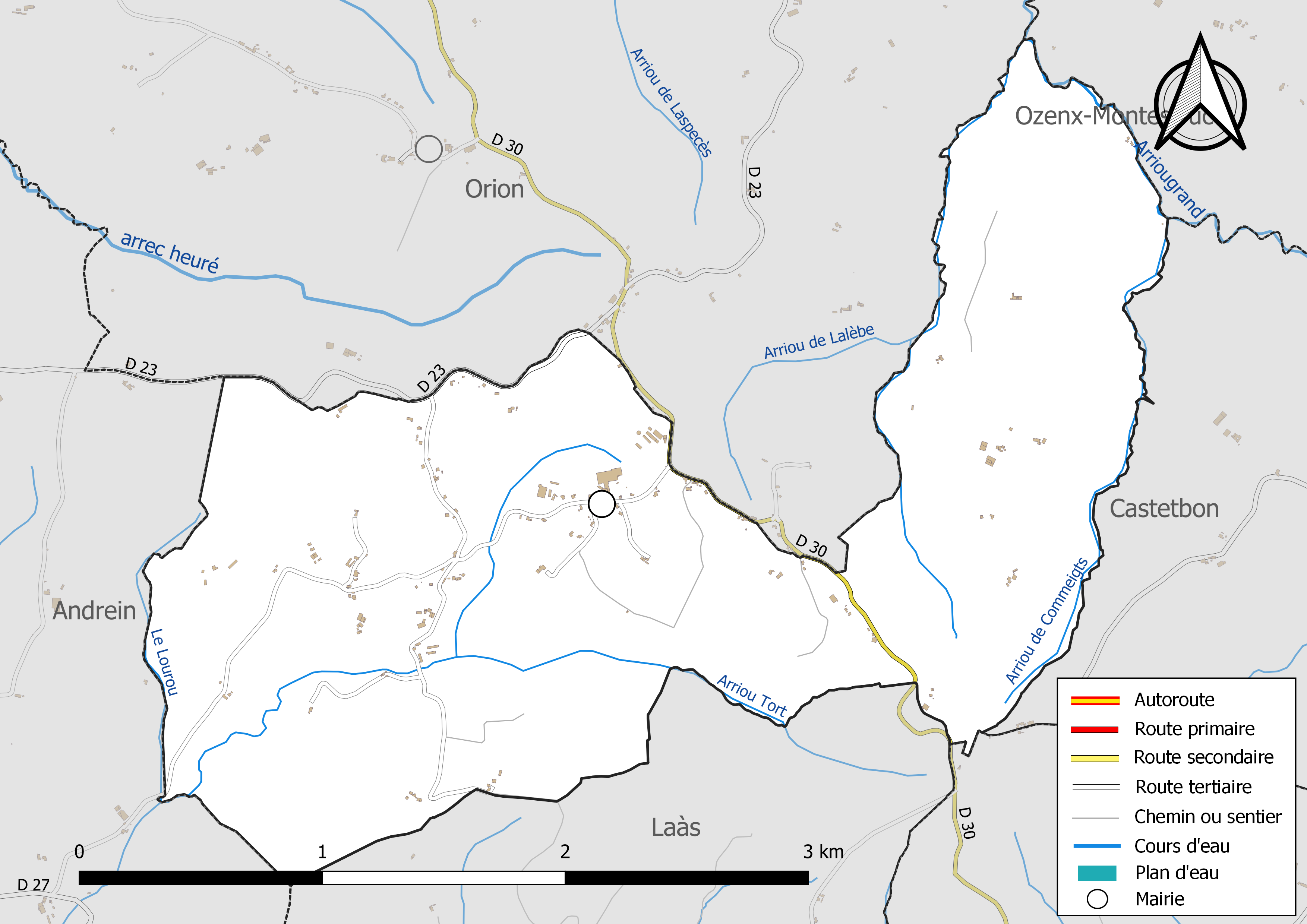
Réseaux hydrographique et routier d'Orriule.

La commune est drainée par l’Arriougrand, l’Arriou de Commeigts, l’Arriou de Lalèbe, l’Arriou Tort, le Lourou, et par divers petits cours d'eau, constituant un réseau hydrographique de 8 km de longueur totale,.

### Climat
Pour des articles plus généraux, voir Climat de la Nouvelle-Aquitaine et Climat des Pyrénées-Atlantiques.
Historiquement, la commune est exposée à un micro climat océanique basque.  
En 2020, Météo-France publie une typologie des climats de la France métropolitaine dans laquelle la commune est exposée à un climat de montagne et est dans la région climatique Pyrénées atlantiques, caractérisée par une pluviométrie élevée (>1 200 mm/an) en toutes saisons, des hivers très doux (7,5 °C en plaine) et des vents faibles.
Pour la période 1971-2000, la température annuelle moyenne est de 13,3 °C, avec une amplitude thermique annuelle de 13,7 °C. Le cumul annuel moyen de précipitations est de 1 162 mm, avec 12,4 jours de précipitations en janvier et 8 jours en juillet. Pour la période 1991-2020, la température moyenne annuelle observée sur la station météorologique la plus proche, située sur la commune de Saint-Gladie-Arrive-Munein à 7 km à vol d'oiseau, est de 14,3 °C et le cumul annuel moyen de précipitations est de 1 323,1 mm,. Pour l'avenir, les paramètres climatiques de la commune estimés pour 2050 selon différents scénarios d’émission de gaz à effet de serre sont consultables sur un site dédié publié par Météo-France en novembre 2022.

### Milieux naturels et biodiversité

#### Réseau Natura 2000
Le réseau Natura 2000 est un réseau écologique européen de sites naturels d'intérêt écologique élaboré à partir des Directives « Habitats » et « Oiseaux », constitué de zones spéciales de conservation (ZSC) et de zones de protection spéciale (ZPS).
Un site Natura 2000 a été défini sur la commune au titre de la « directive Habitats » : « le gave d'Oloron (cours d'eau) et marais de Labastide-Villefranche », d'une superficie de 2 547 ha, une rivière à saumon et écrevisse à pattes blanches,.

## Urbanisme

### Typologie
Au 1er janvier 2024, Orriule est catégorisée commune rurale à habitat très dispersé, selon la nouvelle grille communale de densité à sept niveaux définie par l'Insee en 2022.
Elle est située hors unité urbaine et hors attraction des villes,.

### Occupation des sols

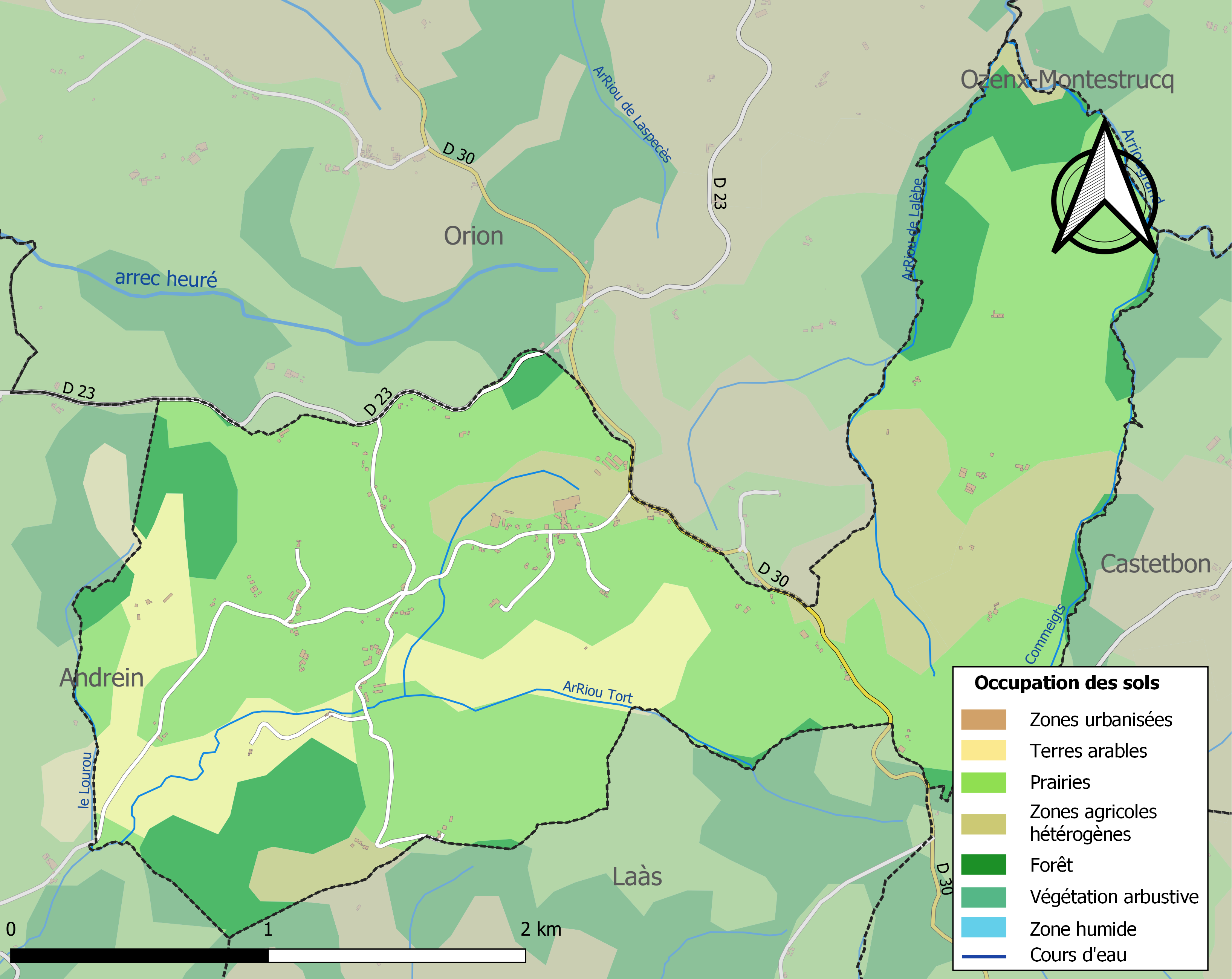
Carte des infrastructures et de l'occupation des sols de la commune en 2018 (CLC).

L'occupation des sols de la commune, telle qu'elle ressort de la base de données européenne d’occupation biophysique des sols Corine Land Cover (CLC), est marquée par l'importance des territoires agricoles (86,1 % en 2018), une proportion identique à celle de 1990 (86,1 %). La répartition détaillée en 2018 est la suivante : 
prairies (59,2 %), zones agricoles hétérogènes (14,5 %), forêts (13,9 %), terres arables (12,3 %). L'évolution de l’occupation des sols de la commune et de ses infrastructures peut être observée sur les différentes représentations cartographiques du territoire : la carte de Cassini (XVIIIe siècle), la carte d'état-major (1820-1866) et les cartes ou photos aériennes de l'IGN pour la période actuelle (1950 à aujourd'hui).

### Lieux-dits et hameaux
- Lasbordes ;
- l'Église.

### Risques majeurs
Le territoire de la commune d'Orriule est vulnérable à différents aléas naturels : météorologiques (tempête, orage, neige, grand froid, canicule ou sécheresse) et séisme (sismicité modérée). Un site publié par le BRGM permet d'évaluer simplement et rapidement les risques d'un bien localisé soit par son adresse soit par le numéro de sa parcelle.

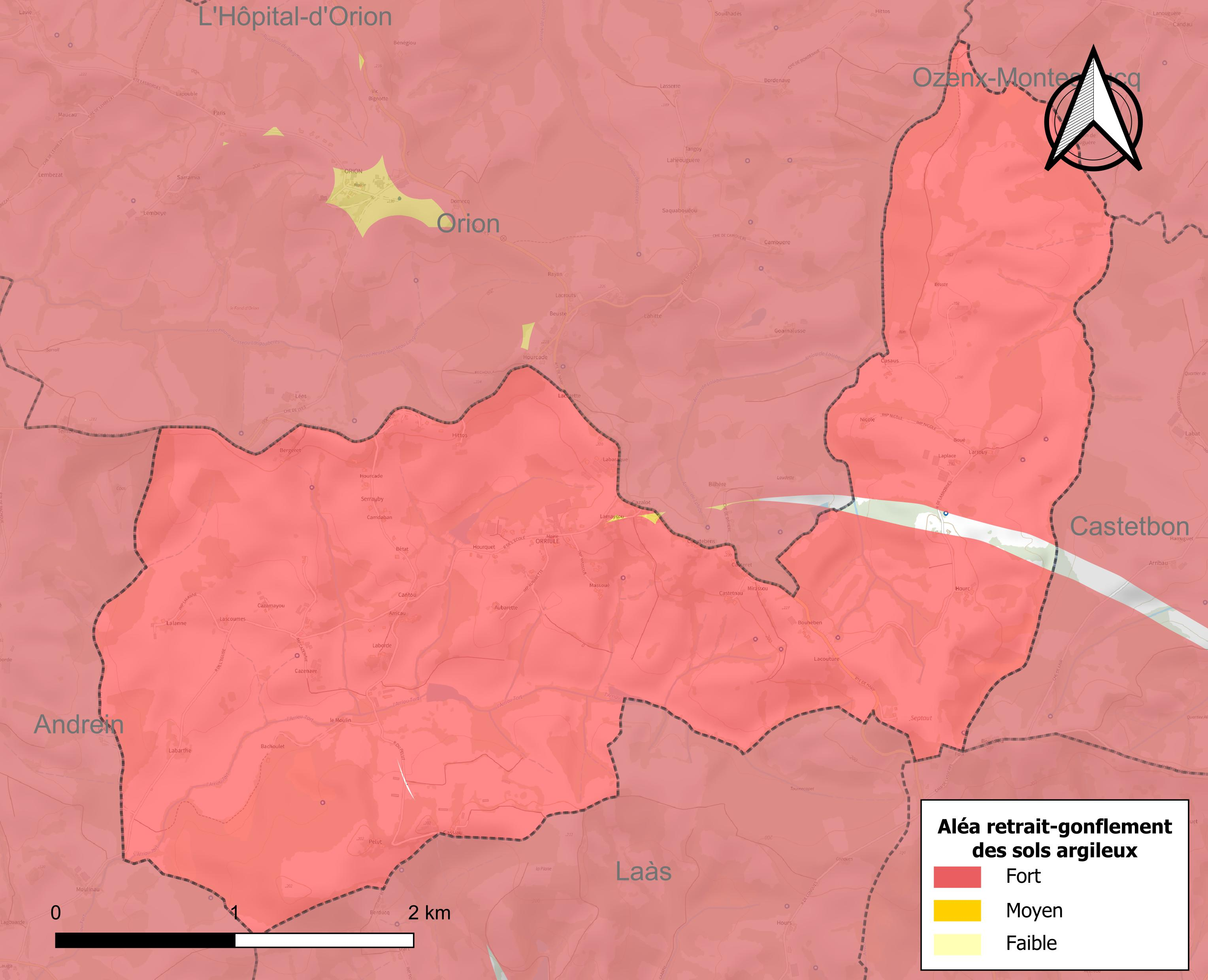
Carte des zones d'aléa retrait-gonflement des sols argileux d'Orriule.

Le retrait-gonflement des sols argileux est susceptible d'engendrer des dommages importants aux bâtiments en cas d’alternance de périodes de sécheresse et de pluie. 98,8 % de la superficie communale est en aléa moyen ou fort (59 % au niveau départemental et 48,5 % au niveau national). Depuis le 1er octobre 2020, en application de la loi ELAN, différentes contraintes s'imposent aux vendeurs, maîtres d'ouvrages ou constructeurs de biens situés dans une zone classée en aléa moyen ou fort,.
La commune a été reconnue en état de catastrophe naturelle au titre des dommages causés par les inondations et coulées de boue survenues en 1982, 1983 et 2009.

## Toponymie

### Attestations anciennes
Le toponyme Orriule apparaît sous les formes Oriure (1385, censier de Béarn), Orriula (1544, réformation de Béarn) et Sanctus-Laurentius d'Orriola (1618, insinuations du diocèse d'Oloron).

### Graphie béarnaise
Son nom béarnais est Aurriula ou Aurriule.

## Histoire
- Paul Raymond[27] note qu'en 1385, Orriule comptait 26 feux et dépendait du bailliage de Navarrenx.

- Lisette de Brinon possédait à Orriule une ancienne ferme appelée La Maïzou où elle fut la première à avoir le téléphone (le 1 à Orriule). Elle y reçut l'été de nombreuses personnalités tels que Léon Blum, Jean Ybarnégaray, Jean-Louis Tixier-Vignancour, Maxime Blocq-Mascart, Maurice Martin du Gard, Francis Jammes, René Massigli et Léon Bérard. Pendant la Seconde Guerre mondiale, elle y héberge Pierre Lefranc, ami de son fils Bernard. La Maïzou fut revendue par Lisette de Brinon en 1946 à un couple d'Américains, les Browley. Sa sœur aînée Suzanne, épouse du docteur Étienne Brissaud, y possédait tout à côté une résidence secondaire et y a hébergé les jeunes Roland Barthes, Pierre Boutang et Jean-Pierre Dannaud, camarades de ses enfants. Pierre Brissaud, frère du docteur Brissaud, y possédait aussi une ancienne métairie reconvertie en résidence d'été, où il y a reçu Raymond Loewy[33].

## Politique et administration
| Période                                  | Période  | Identité           | Étiquette | Qualité |
| ---------------------------------------- | -------- | ------------------ | --------- | ------- |
| Les données manquantes sont à compléter. |          |                    |           |         |
| avant 1995                               | 2001     | René Sarrailh      |           |         |
| 2001                                     | 2014     | Roger Recalde      |           |         |
| 2008                                     | 2020     | Jean-Roger Recalde |           |         |
| 2020                                     | En cours | Éric Laharanne     |           |         |

### Intercommunalité
La commune fait partie de cinq structures intercommunales :
- le centre intercommunal d’action sociale de Sauveterre-de-Béarn ;
- la Communauté de communes du Béarn des Gaves ;
- le syndicat intercommunal d’alimentation en eau potable du Saleys et des gaves ;
- le syndicat intercommunal des gaves et du Saleys ;
- le syndicat intercommunal pour le regroupement scolaire des communes d'Orion, Orriule et L'Hôpital-d'Orion.

Orriule accueille le siège du syndicat intercommunal pour le regroupement scolaire des communes d'Orion, Orriule et L'Hôpital-d'Orion.

## Population et société

### Démographie
L'évolution du nombre d'habitants est connue à travers les recensements de la population effectués dans la commune depuis 1793. Pour les communes de moins de 10 000 habitants, une enquête de recensement portant sur toute la population est réalisée tous les cinq ans, les populations de référence des années intermédiaires étant quant à elles estimées par interpolation ou extrapolation. Pour la commune, le premier recensement exhaustif entrant dans le cadre du nouveau dispositif a été réalisé en 2005.

En 2022, la commune comptait 142 habitants, en évolution de +5,19 % par rapport à 2016 (Pyrénées-Atlantiques : +3,78 %, France hors Mayotte : +2,11 %).
| 1793 | 1800 | 1806 | 1821 | 1831 | 1836 | 1841 | 1846 | 1851 |
| ---- | ---- | ---- | ---- | ---- | ---- | ---- | ---- | ---- |
| 378  | 326  | 353  | 448  | 497  | 527  | 479  | 440  | 410  |

| 1856 | 1861 | 1866 | 1872 | 1876 | 1881 | 1886 | 1891 | 1896 |
| ---- | ---- | ---- | ---- | ---- | ---- | ---- | ---- | ---- |
| 400  | 373  | 350  | 361  | 367  | 378  | 353  | 312  | 319  |

| 1901 | 1906 | 1911 | 1921 | 1926 | 1931 | 1936 | 1946 | 1954 |
| ---- | ---- | ---- | ---- | ---- | ---- | ---- | ---- | ---- |
| 316  | 317  | 302  | 245  | 221  | 207  | 183  | 218  | 183  |

| 1962 | 1968 | 1975 | 1982 | 1990 | 1999 | 2005 | 2006 | 2010 |
| ---- | ---- | ---- | ---- | ---- | ---- | ---- | ---- | ---- |
| 171  | 167  | 167  | 166  | 150  | 131  | 125  | 129  | 145  |

| 2015 | 2020 | 2022 | - | - | - | - | - | - |
| ---- | ---- | ---- | - | - | - | - | - | - |
| 138  | 143  | 142  | - | - | - | - | - | - |

## Économie
L'activité est principalement agricole. La commune fait partie de la zone d'appellation de l'ossau-iraty.
Des entreprises de céramique, dont le fabricant de carrelages traditionnels « Grès du Colombier » et de poterie existent également dans la commune.

## Culture locale et patrimoine

### Patrimoine religieux
L’église d’Orriule est dédiée à Laurent de Rome.

## Personnalités liées à la commune
- Millicent Sutherland-Leveson-Gower (1867-1955), réformatrice sociale